# 3689 Yeates
3689 Yeates је астероид главног астероидног појаса чија средња удаљеност од Сунца износи 2,881 астрономских јединица (АЈ).
Апсолутна магнитуда астероида је 12,0.